# 461 هـ
461 هـ هي سنة في التقويم الهجري امتدت مقابلةً في التقويم الميلادي بين سنتي 1068 و1069.

## مواليد
- أسعد الميهني
- نجم الدين عمر النسفي

## وفيات
- السغدي
- المظفر بن الأفطس
- المعتضد بن عباد
- الناصر بن علناس بن حماد